# محمد هانی
محمد هانی (انگلیسی: Mohamed Hany؛ زادهٔ ۲۵ ژانویهٔ ۱۹۹۶) یک ورزشکار اهل مصر است.
از باشگاه‌هایی که در آن بازی کرده‌است می‌توان به باشگاه ورزشی الاهلی مصر اشاره کرد.
وی همچنین در تیم‌های ملی فوتبال Egypt U-18 Egypt U-23 مصر بازی کرده است.